# 洛姆納河
49°34′43″N 18°45′51″E / 49.57861°N 18.76417°E

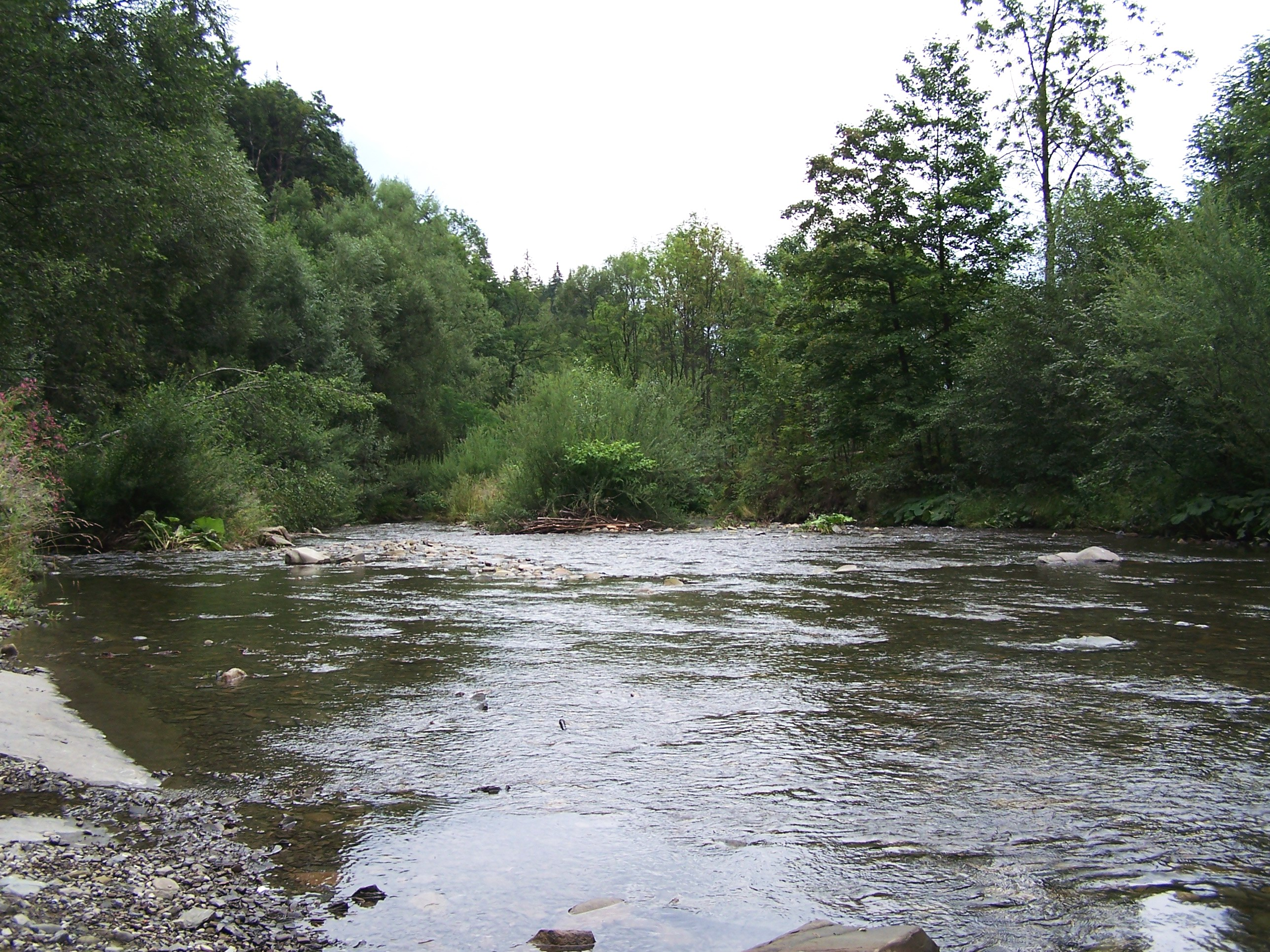

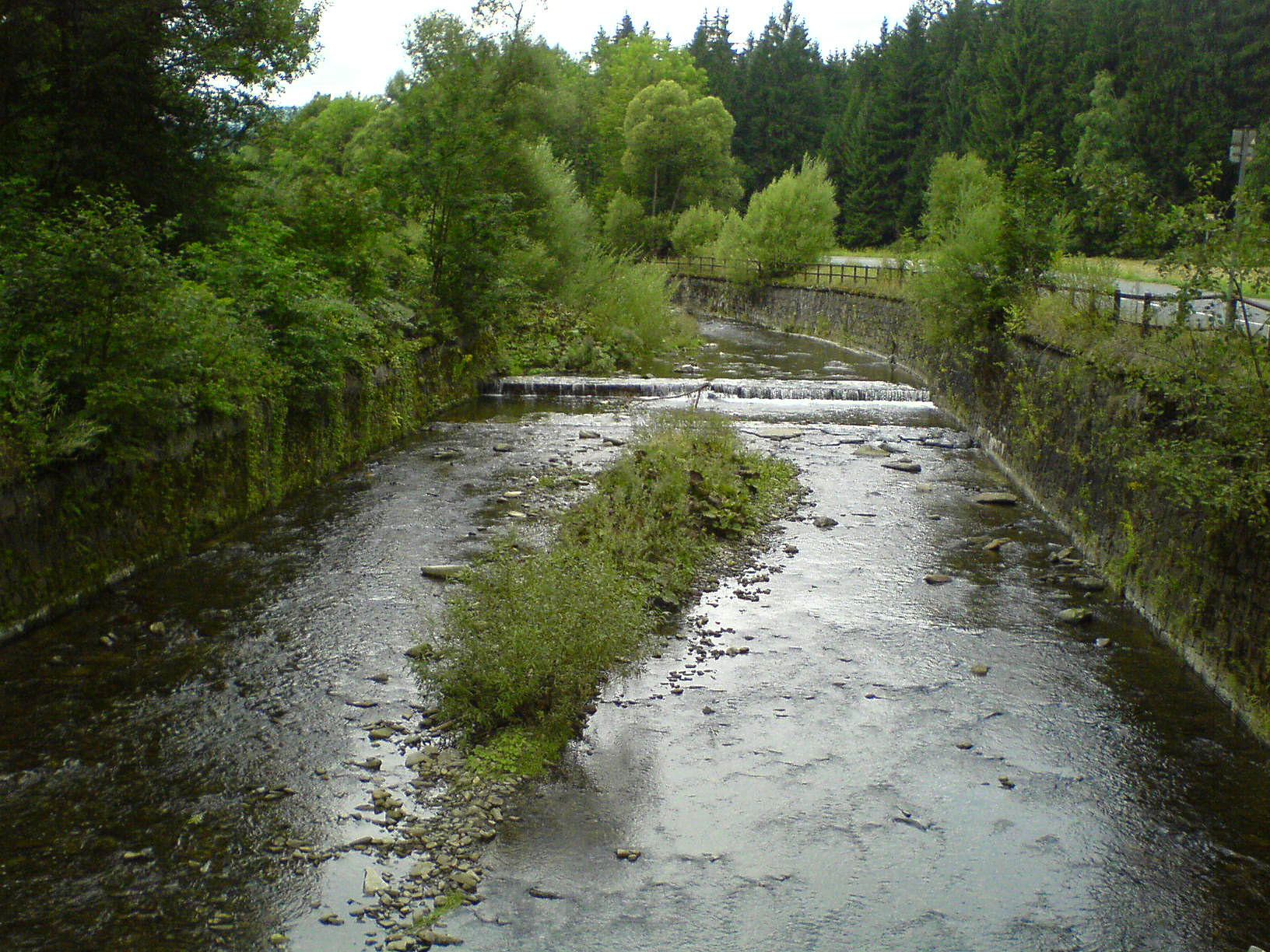

洛姆納河是捷克的河流，位於該國東部摩拉維亞-西里西亞州，屬於奧爾扎河的左支流，河道全長17.5公里，流域面積71平方公里，河口處在亞布倫科夫。